# Bayraktar VTOL
Bayraktar VTOL, Bayraktar DIHA — це безпілотна літальна система вертикального зльоту та посадки (VTOL), розроблена компанією Baykar Defense, яка вперше анонсована в 2019 році. Очікується, що Bayraktar VTOL буде використовуватися в посадковому вертолітному доку TCG Anadolu.

## Технічні характеристики

### Загальні характеристики
- Розмах крил: 5 метрів
- Довжина: 1,5 метра
- Максимальна злітна вага: 30 кг
- Корисна вантажопідйомність: 5 кілограмів

### Продуктивність
- Максимальна швидкість: 80 вузлів
- Дальність зв'язку: 150 км
- Робоча висота: 9000 футів
- Максимальна висота: 15 000 футів
- Тривалість перебування в повітрі: 12 годин

### Розширені функції
- Повністю автоматичний політ
- Автономна посадка і зліт
- Напівавтономний політ
- Потрійна система керування польотом
- Лазерний далекомір[4]

## Дивитися також
- Байкар Байрактар ТБ-2
- Baykar Bayraktar Akıncı
- TAI Анка
- TAI Аксунгур